# ×Agroelymus mossii
Agroelymus mossii là một loài thực vật có hoa trong họ Hòa thảo. Loài này được Lepage mô tả khoa học đầu tiên năm 1965.